# Klas Ingesson
‎
Klas Ingesson, švedski nogometaš in trener, * 20. avgust 1968, Ödeshög, Švedska, † 29. oktober 2014, Ödeshög.
Ingesson je za švedsko nogometno reprezentanco odigral 57 tekem. Umrl je za kostnim rakom.